# خاویر آگیره‌ساروبه
خاویر آگیره‌ساروبه (اسپانیایی: Javier Aguirresarobe‎؛ زادهٔ ۱ ژانویه ۱۹۴۸) یک فیلم‌بردار اهل اسپانیا است.
او با کارگردانان بزرگی همچون پدرو آلمودوار، آلخاندرو آمنابار، مونچو آرمنداریس، ایمانول اوریبه، وودی آلن و میلوش فورمن همکاری داشته و تا کنون برندهٔ ۶ جایزه گویا شده است.

## گزیدهٔ فیلم‌شناسی
- در امتداد رودخانه به سمت درخت‌ها
- مورمور (۲۰۱۵)
- یاسمن پژمرده (۲۰۱۳)
- دزد هویت (۲۰۱۳)
- بدن‌های گرم (۲۰۱۳)
- پنج سال نامزدی (۲۰۱۲)
- یک زندگی بهتر (۲۰۱۱)
- گرگ و میش: کسوف (۲۰۱۰)
- گرگ و میش: ماه نو (۲۰۰۹)
- جاده (۲۰۰۹)
- ویکی کریستینا بارسلونا (۲۰۰۸)
- اشباح گویا (۲۰۰۶)
- پل سن لوئیس ری (۲۰۰۴)
- دریای درون (۲۰۰۴)
- با او حرف بزن (۲۰۰۲)
- دیگران (۲۰۰۱)
- معجزه پی. تینتو (۱۹۹۸)
- دختر رؤیاهای شما (۱۹۹۸)
- زمین (۱۹۹۶)
- وقت تنگ است (۱۹۹۴)
- رؤیای روشنایی (۱۹۹۲)
- جنگل افسون‌شده (۱۹۸۷)